# Agigea
Agigea (/aˈdʒidʒe̯a/; tiếng Thổ Nhĩ Kỳ: Acica, tiếng Hy Lạp: Aghikos) là một Xã ở hạt Constanţa, România. Xã này có 2 làng: Agigea and Lazu (tiếng Thổ Nhĩ Kỳ: Laz-Mahale).